# Tatra Delfín

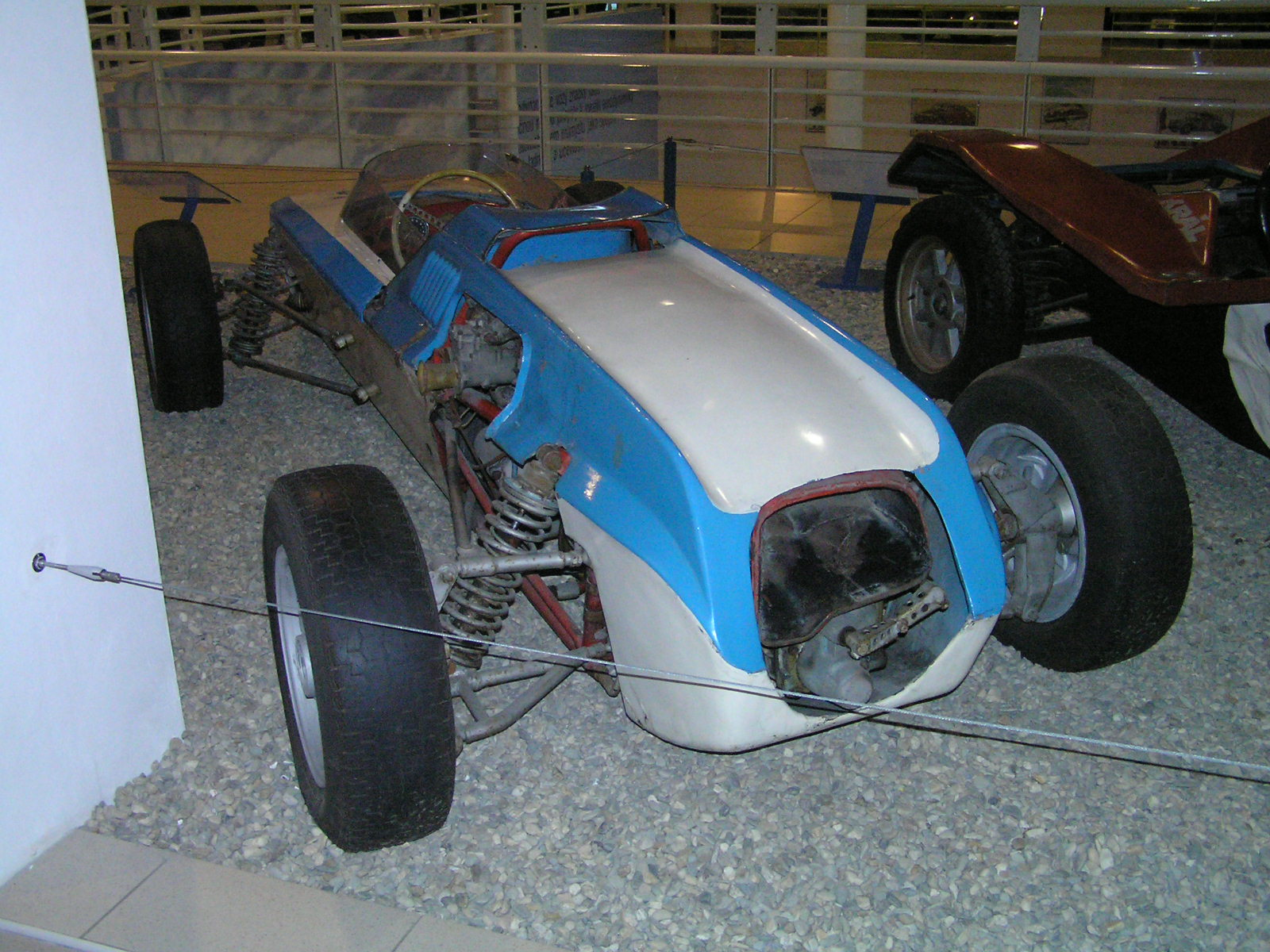
Tatra Delfín v podnikovém museu Tatra v Kopřivnici

Tatra Delfín je závodní automobil třídy formule Junior, který byl vyroben v roce 1963 ve dvou kusech ve vývojovém oddělení n. p. Tatra Kopřivnice.
Iniciátorem a projektantem nového vozu byl konstruktér a jezdec, člen ZO Svazarmu Tatra Kopřivnice, Ing. Gajdoš, který spolu s dalšími 18 aktivisty vypracoval ve volném čase kompletní dokumentaci pro stavbu nového vozu, což si vyžádalo celkem 9500 pracovních hodin. Tvary karoserie navrhl designér Ján Oravec z bratislavského závodu Tatry. 
Vůz je vybaven řadovým vzduchem chlazeným čtyřválcovým čtyřtaktním motorem umístěným před zadní nápravou. Zajímavostí je, že vznikl vlastně rozpůlením vidlicového osmiválce Tatra 603. Motor má zdvihový objem 1089 cm³ a je vybaven dvěma dvojitými karburátory Weber 40 DCO3. Zapalování je tvořeno magnetem PALAX. Chlazení motoru zajišťuje ejektor. Motor bylo možné vytáčet až na 8500 ot/min, výkon byl udáván kolem 70 HP.
Jednolamelová třecí spojka byla použita ze sovětského automobilu Volha 21. Převodovka pochází z italského vozu Fiat 600D a bylo možné v ní měnit celkovou redukci a tím upravovat převodování pro jednotlivé druhy tratí, pro dosažení maximální rychlosti od 129 km/h po 217 km/h.
Nápravy jsou lichoběžníkové konstrukce se suvnými rameny. Pohon zadních kol je proveden dvoukloubovými hřídeli s křížovými klouby ze Škody Octavie. Na všech kolech jsou použity kotoučové brzdy systému Bendix.
Rám vozu je tvořen jako příhradový nosník z chrommolybdenových trubek a zakryt laminátovou karosérií o váze pouhých 13 kg. Celý vůz pak váží 402 kg.